# Массогабаритный макет
Макет массогабаритный (ММГ; также габаритно-весовой макет, ГВМ) — копия устройства, соответствующая оригиналу по размерам (габаритам) и массе. Используется при проектировании техники для отработки компоновки, а также для совместных испытаний нескольких видов техники. 
В случае оружия используется на начальных этапах обучения и как объект коллекционирования.

## Техника
В технике массо-габаритные макеты могут использоваться на ранних этапах проектирования при взаимной увязке различных агрегатов в процессе создания сложных образцов техники и при совместных испытаниях различных образцов техники.
Массо-габаритные макеты двигателей используются при создании самолётов, ракет-носителей и баллистических ракет:
- при испытаниях и учебных полётах самолётов ММГ ракетного оружия используются для имитации полёта с подвеской ракетного оружия;
- при испытаниях ракет-носителей ММГ могут использоваться для имитации дорогостоящей полезной нагрузки (спутников и т. п.);
- при испытательных пусках баллистических ракет используются массо-габаритные макеты боевых блоков, называемых также инертными. При создании баллистических ракет подводных лодок ММГ могут использоваться на этапе бросковых испытаний.

## Стрелковое и учебное оружие
Массо-габаритные макеты стрелкового оружия используются для обучения стрелковому делу на начальных этапах подготовки. ММГ позволяют производить включение и выключение предохранителя, взведение и спуск ударно-спускового механизма, неполную разборку и сборку оружия. 
В странах, в которых запрещено хранение огнестрельного и холодного оружия (в частности в России), ММГ используются как коллекционные образцы.
Основным отличием ММГ от боевого оружия является невозможность изготовить из макета работоспособное оружие. Макеты стрелкового оружия могут изготавливаться как имитации, либо путём так называемой деактивации боевого оружия.
В процессе деактивации, согласно 222 статьи УК РФ, необходимо учитывать следующее:
- Части макета не должны заменяться;
- Допускается изготовление некоторых мелких второстепенных деталей взамен утраченных (кнопка фиксации магазина патронов, флажок предохранителя, пружина и т. д.);
- Функциональность должна быть сохранена в рамках постановки на боевой взвод и спуска с него, включения и выключения предохранителей, соблюдения штатного порядка разборки и сборки, постановки затвора на останов и снятия с него.